# Alkama
Alkama, även Alkma, Al Qama eller Alqama († 722) var en framträdande muslimsk general i norra delen av iberiska halvön i början av 700-talet. På order av Munuza, ståthållare i Kungadömet Asturien, ledde Alkama en liten armé med uppdrag att slå ner en revolt i området, ledd av Pelayo. Han misslyckades i sitt företag, föll i bakhåll och dog i slaget vid Covadonga, efter vilket hans trupper skingrades och muslimerna drevs ut ur Asturien.